# The Spectrum
The Spectrum, anteriormente conocido también como CoreStates Spectrum (1996–1998), First Union Spectrum (1998–2003) y Wachovia Spectrum (desde 2003) fue un pabellón deportivo que estaba situado en la ciudad de Filadelfia, Pensilvania. Fue inaugurado en el otoño de 1967 como parte del Complejo Deportivo del Sur de Filadelfia. contaba con una capacidad para 18 136 espectadores para el baloncesto y 17 380 para el hockey sobre hielo y otros deportes a cubierto.
El edificio se cerró formalmente el 31 de octubre de 2009, tras una serie de 4 conciertos de Pearl Jam. El pabellón fue demolido entre noviembre de 2010 y marzo de 2011.

## Historia
El Spectrum abrió sus puertas oficialmente en el otoño de 1967, para albergar los partidos de la recién creada franquicia de la NHL de los Philadelphia Flyers, sirviendo también de acomodo para los Philadelphia 76ers de la NBA. La construcción se demoró durante 16 meses, y tuvo un coste total aproximado de 7 millones de dólares.
El primer evento que sirvió para inaugurar el pabellón fue el Quaker City Jazz Festival, celebrado el 30 de septiembre de 1967. En 1970 se disputó allí el primero de los dos All-Star Game de la NBA celebrados en el pabellón,
En 1974 los Flyers consiguieron su primera Stanley Cup tras derrotar a Boston Bruins por 1-0 en el sexto partido, mientras que los Sixers tuvieron que esperar hasta 1983 para ganar en el Spectrum el anillo de campeón de la NBA, tras haber disputado previamente allí las finales de 1977, 1980 y 1982.
El Spectrum también ha sido sede de varios acontecimientos relacionados con el baloncesto universitario. Entre ellos destacan las dos Final Four de la NCAA en 1976 y 1971, ganadas ambas por los Indiana Hoosiers de Bobby Knight, 8 torneos de la Atlantic Ten Conference (1977, 1983, 1997–2002) y las finales regionales del Este en 1975, 1980 y 1992.
Los Flyers y los Sixers se trasladaron al nuevo Wells Fargo Center en 1996, pero continuó siendo sede de varios equipos de otros deportes, además de seguirse celebrando conciertos.

## Eventos

### Acontecimientos deportivos
- NBA All-Star Game – 1970, 1976
- Finales de la NHL Stanley Cup – 1974, 1975, 1976, 1980, 1985, 1987
- NHL All-Star Game – 1976, 1992
- Final Four de la NCAA – 1976 y 1981
- Finales de la NBA – 1977, 1980, 1982, 1983
- Campeonato de Estados Unidos de Patinaje Artístico – 1968
- MILL Championship – 1989, 1992, 1995
- WWF SummerSlam '90 – 1990
- WWF King of the Ring – 1995
- AHL Finales de la Calder Cup – 1998

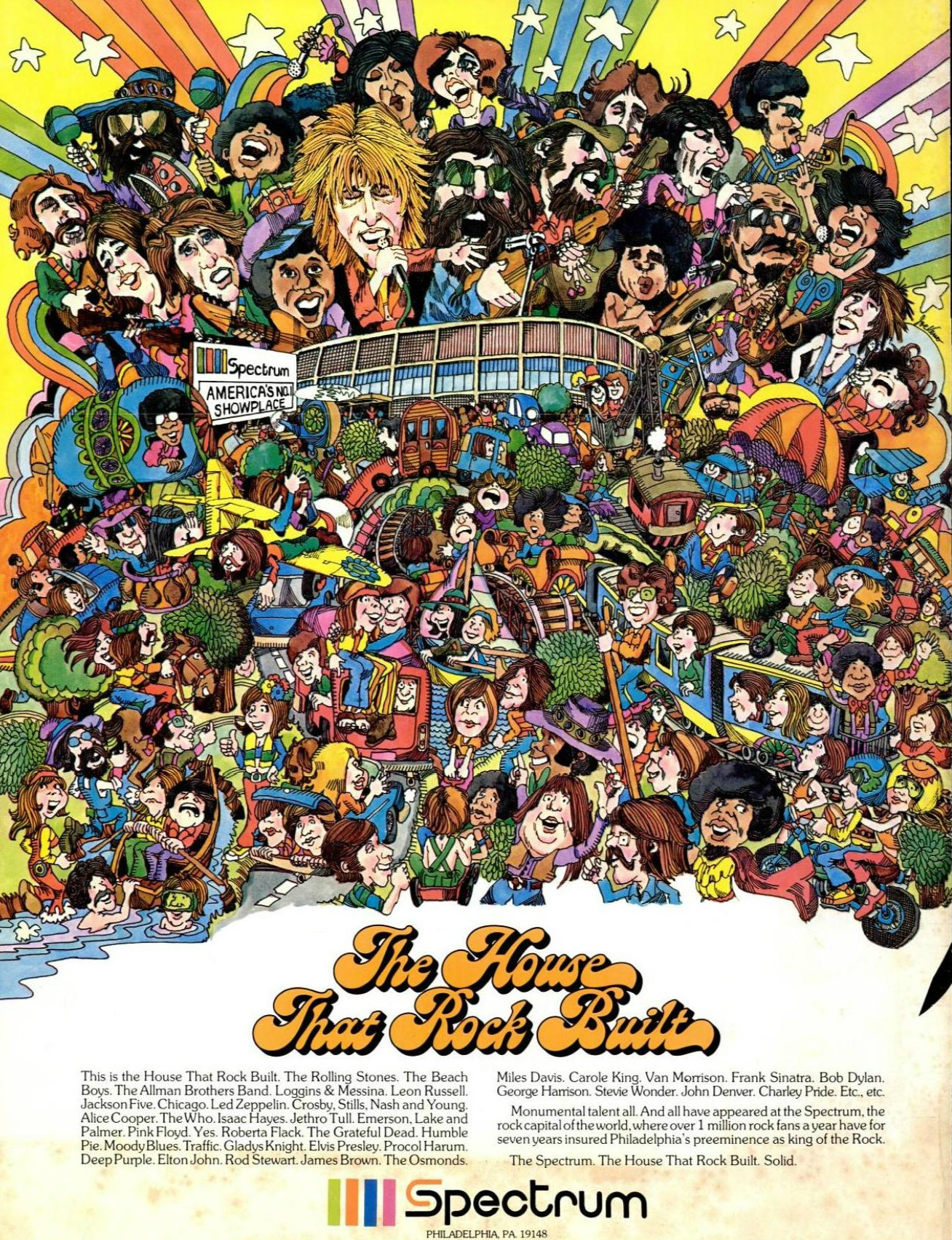
Modificación de un anuncio de Filadelfia de 1974

- NPSL Championship – 2001
- MISL Championship – 2002

### Conciertos
Casi todos los grupos y cantantes de fama internacional han tocado en alguna ocasión en el Spectrum. Los Grateful Dead actuaron en 53 ocasiones, mientras que Aerosmith lo hizo en 23 ocasiones ente 1976 y 1994. De entre el resto de artistas que han actuado en el recinto destacan Cream, Green Day, Depeche Mode, The Who, Pink Floyd, Genesis, Kiss, Bruce Springsteen, Frank Sinatra, Jimi Hendrix, The Rolling Stones, Bob Dylan, The Band, Led Zeppelin, Wings, David Bowie, Queen, Elvis Presley, The Police, Humble Pie, John Entwistle, The Go-Go's, Prince & The Revolution, Sting, Robert Plant, Madonna, Beastie Boys, Janet Jackson, Bon Jovi, Rush, Primus, Van Halen, AC/DC, Dio, Roger Waters, The Cure, Def Leppard, Journey, Cher, U2, Page & Plant, George Michael, Mötley Crüe, Ozzy Osbourne, Metallica, Queensrÿche, The Cult, Metal Church, Guns N' Roses, Pixies, Mariah Carey, Red Hot Chili Peppers, Dire Straits, Phish, 'N Sync, Sisqo, P!nk, The Cheetah Girls, Vanessa Hudgens, Jordan Pruitt, Queen + Paul Rodgers, High School Musical, Foo Fighters y Kings of Leon, entre otros.

### Películas
En este recinto, en los años 1976, 1979 y 1982 se llevaron a cabo las grabaciones de las películas Rocky, Rocky II y Rocky III, en las cuales, el "Potro Italiano" Rocky Balboa, peleó en contra de los boxeadores Apollo Creed y Clubber Lang.

### Demolición
Aunque el Spectrum cerró oficialmente el 31 de octubre de 2009, la demolición de la estructura no comenzó por más de un año y el trabajo interno comenzó el 8 de noviembre de 2010. Dos semanas más tarde, se llevó a cabo una "ceremonia de demolición" pública a la que asistieron algunos de los deportistas que hicieron famoso el edificio, como los miembros del Salón de la Fama del Hockey Bernie Parent y Bob Clarke de los Philadelphia Flyers y el miembro del Salón de la Fama Julius Erving de los 76ers, en el adyacente estacionamiento "H" el 23 de noviembre de 2010, para iniciar formalmente su demolición externa. Sin embargo, a diferencia del Veterans Stadium, su antiguo vecino, que se había ubicado inmediatamente al otro lado de Pattison Avenue desde el Spectrum antes de que se derrumbara el 21 de marzo de 2004, el proceso de casi medio año de demolición de la arena que entonces tenía 44 años, realizado sin el uso de explosivos, se completó en mayo de 2011. Esto se hizo para proteger sus otras instalaciones deportivas del polvo. Se utilizó agua para evitar que el polvo se esparciera.

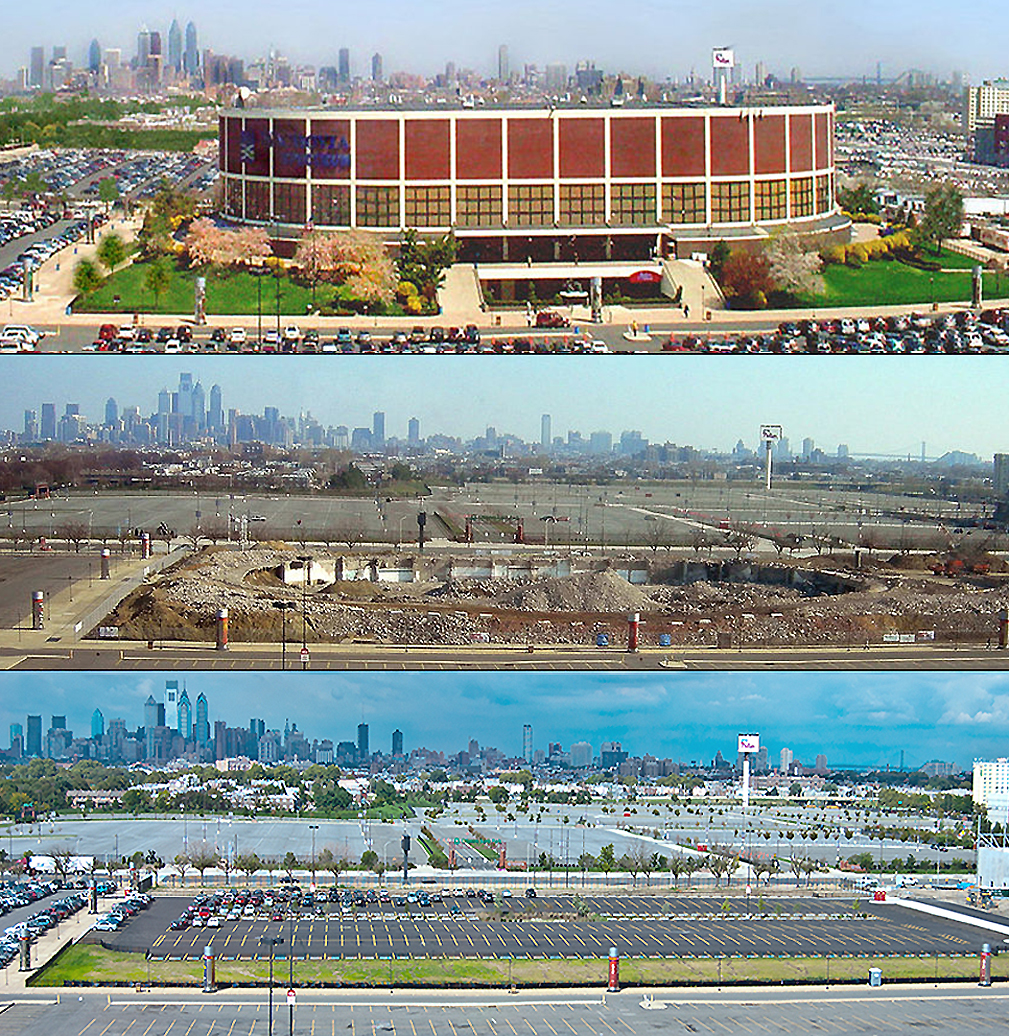
Imagen compuesta del "antes, durante y después" del lugar del Spectrum. La imagen superior fue tomada en abril de 2004, cinco años y medio antes de que se cerrara el recinto. La imagen del medio fue tomada siete años después cuando se completaba su demolición en abril de 2011. Las áreas blancas que se ven a nivel del suelo de esta imagen eran las paredes traseras de los vestuarios de hockey y baloncesto utilizados por los Flyers, 76ers, Phantoms, Kixx, y Alas y equipos visitantes. El estacionamiento al otro lado de Pattison Avenue desde el Spectrum fue el antiguo emplazamiento del Veterans Stadium (demolido en 2004). La imagen inferior muestra cómo apareció el sitio en septiembre de 2011 después de haber sido convertido en un estacionamiento.